# Vera Regitz-Zagrosek
Vera Regitz-Zagrosek (* 30. Oktober 1953 in Homburg) ist eine deutsche Fachärztin für Kardiologie. Sie ist Mitbegründerin der Gendermedizin in Deutschland und hat die erste und bisher einzige Professur für Frauenspezifische Gesundheitsforschung mit Schwerpunkt Herzkreislauf-Erkrankungen inne. Sie ist Gründungspräsidentin der Deutschen und der Internationalen Gesellschaft für Geschlechtsspezifische Medizin. Von 2007 bis 2019 war sie Direktorin des von ihr gegründeten Instituts für Geschlechterforschung in der Medizin – „Berlin Institute for Gender in Medicine“ (GiM) – an der Charité in Berlin.

## Leben
Vera Regitz-Zagrosek studierte an der Medizinischen Fakultät der Universität des Saarlandes in Homburg sowie an der Universität Joseph Fourier Grenoble I. Es folgten eine wissenschaftliche Tätigkeit an den Herzzentren in München (DHM) und Berlin (DHZB) sowie Forschungsaufenthalte an der University of Wisconsin–Madison. 1991 wurde sie an der Freien Universität Berlin habilitiert, wo sie fortan als Privatdozentin tätig war. Ab 1992 war sie Oberärztin, ab 1996 Leitende Oberärztin an der Klinik für Innere Medizin/Kardiologe des DHZB.
Regitz-Zagrosek erforscht molekulare und klinische Aspekte von Geschlechterunterschieden bei Herzerkrankungen. Sie leitete zahlreiche nationale und internationale Forschungsprojekte und koordinierte 2012 und 2018 die Leitlinien zu Herz-Kreislauferkrankungen in der Schwangerschaft der European Society of Cardiology.
Ab 1996 war sie Professorin für Kardiologie an der Humboldt-Universität zu Berlin. Von 2003 bis 2019 war sie Professorin für Frauenspezifische Gesundheitsforschung mit Schwerpunkt Herzkreislauf-Erkrankungen an der Charité. Im Wintersemester 2019 war sie als Anna-Fischer-Dückelmann-Gastprofessorin an der Universität Zürich tätig. Seit 2019 ist sie als Seniorprofessorin an der Charité und an der Universität Zürich als Anna-Fischer-Dückelmann-Gastprofessorin für Gendermedizin tätig.
Vera Regitz-Zagrosek hat mehr als 200 wissenschaftliche Artikel sowie zwei europäische Standardwerke zur Gendermedizin und zur geschlechtsspezifischen Arzneimitteltherapie publiziert.
In der WDR-Produktion HERstory (1/4): Lebensgefahr – Frauen und Medizin wird Vera Regitz-Zagrosek neben der Verkehrssicherheitsforscherin Astrid Linder und der Herzchirurgin Dilek Gürsoy porträtiert.

## Veröffentlichungen (Auswahl)

### Bücher
- mit Sabine Oertelt-Prigione (Hrsg.): Sex and gender aspects in clinical medicine. Lehrbuch. 2011, ISBN 978-0-85729-831-7.
- Kardiovaskuläre Erkrankungen während der Schwangerschaft. 2012, ISBN 978-3-89862-911-9.
- als Hrsg.: Sex and gender differences in pharmacology. 2012, ISBN 978-3-642-30725-6.
- Vera Regitz-Zagrosek, Stefanie Schmid-Altringer: Gendermedizin: Warum Frauen eine andere Medizin brauchen: Mit Praxistipps zu Vorsorge und Diagnostik. 2020.
- Vera Regitz-Zagrosek, Gendermedizin in der klinischen Praxis. Für Innere Medizin und Neurologie. Lehrbuch. 2023, ISBN 978-3-662-67089-7

### Artikel
- Vera Regitz-Zagrosek, Elke Lehmkuhl: Heart Failure and its Treatment in Women. Role of Hypertension, Diabetes, and Estrogen, in: Herz 30, S. 356–367 (2005).
- Vera Regitz-Zagrosek: Sex and gender differences in health, in: EMBO Rep (2012)13: S. 596–603.
- Vera Regitz-Zagrosek, Georgios Kararigas: Mechanistic Pathways of Sex Differences in Cardiovascular Disease, in: Physiological Reviews, Band 97.2017, S. 1–37
- Vera Regitz-Zagrosek: Was Frauen krank macht. In der Medizin wird vor allem am Mann geforscht, getestet, gelehrt. Für Frauen kann das tödlich sein. In: Süddeutsche Zeitung, Magazin Nr. 21, 24. Mai 2019.

## Auszeichnungen
- 1996: Albert-Fraenkel Preis der Deutschen Gesellschaft für Kardiologie[4]
- 2007: Margherita-von-Brentano-Preis
- 2014: Verleihung der Ehrendoktorwürde durch die Medizinische Universität Innsbruck[5]
- 2018: Verleihung des Verdienstkreuzes erster Klasse der Bundesrepublik Deutschland[6]
- 2021: Elisabeth-Selbert-Preis
- 2022: Verleihung der Ehrendoktorwürde durch die Medizinische Fakultät der Universität Zürich[7]
- 2025: Paracelsus-Medaille der Deutschen Ärzteschaft

### Audios
- Vera Regitz-Zagrosek: „Frauen sind keine kleinen Männer“, 44 Minuten (41,6 MB, MP3) SWR2, 25. Mai 2021
- Die Medizinerin Vera Regitz-Zagrosek  „Eine geschlechtersensible Medizin nützt allen“, 74.45 Minuten, Tanja Runow im Gespräch mit Vera Regitz-Zagrosek, Deutschlandfunk Zwischentöne, 6. November 2022

### Videos
- Gender-Medizin -- Prof. Dr. Vera Regitz-Zagrosek im fit&gesund-Studiogespräch, 5.11 Minuten, Deutsche Welle fit & gesund, 26. Januar 2012
- Prof. Dr. med. Vera Regitz-Zagrosek Warum brauchen wir Gendermedizin?, 9.07 Minuten, BR-alpha 20. August 2019
- Die Telelupe: Geschlechtsspezifische Medizin, 16.04 Minuten, Neo Magazin Royale mit Jan Böhmermann – ZDFneo, 24. Oktober 2019
- Portraits of inspiring women in translational medicine: Vera Regitz-Zagrosek, 3.24 Minuten, Berlin Institute of Health, 26. Februar 2020
- Geschlechterunterschiede in der Kardiologie (Vera Regitz-Zagrosek), 6.37 Minuten, esanum, 21. Dezember 2020
- Pionierin für Geschlechterforschung in der Medizin, 3.07 Minuten, Quarks, Westdeutscher Rundfunk Köln 8. Juni 2021
- Warum brauchen wir Gendermedizin?, 12.40 Minuten, BR-alpha, 5. April 2021, Bayerischer Rundfunk
- Prof. Dr. med. Dr. h.c. Vera Regitz-Zagrosek Diskussion zu: Warum brauchen wir Gendermedizin? 9.07 Minuten, BR-alpha, 5. April 2021, Bayerischer Rundfunk
- Unsere Medizin ist für Männer gemacht, 43.43 Minuten, WDR-Doku, 11. Januar 2022